# 9094 Butsuen
9094 Butsuen è un asteroide della fascia principale. Scoperto nel 1995, presenta un'orbita caratterizzata da un semiasse maggiore pari a 2,8653388 UA e da un'eccentricità di 0,0529882, inclinata di 3,45329° rispetto all'eclittica.